# Barbu Catargiu
Barbu Catargiu (n. 26 octombrie/7 noiembrie 1807, București, Țara Românească – d. 8/20 iunie 1862, București, Principatele Unite Române) a fost un jurnalist și politician român, ministru și apoi primul  prim-ministru al României din 22 ianuarie 1862, până în ziua asasinării sale, pe data de 8 iunie a aceluiași an.

## Biografie

### Originea și studiile
Catargiu s-a născut la 26 octombrie 1807 într-o veche familie boierească. A fost fiul marelui vornic Ștefan Catargiu și al Țiței (Stanca) Văcărescu, fiica banului Barbu Văcărescu. Barbu Catargiu a fost descendent direct al domnului Constantin Brâncoveanu. Între anii 1825 și 1834 a trăit în străinătate, cu precădere în Franța. A urmat studii de litere, drept, istorie, filosofie și economie politică la Paris.

### Viața politică
Revenit în țară în 1834 a frecventat cercurile "Societății Filarmonice", alături de Ion Câmpineanu, Ion Heliade Rădulescu etc. Își începe activitatea politică ca adversar al domnitorilor Alexandru Ghica și Gheorghe Bibescu, deși cu ultimul era înrudit. Din 1837 devine membru în Adunarea Obștească a Țării Românești iar cinci ani mai târziu, este numit director la Departamentul Dreptății (Justiție), apoi ridicat la rangul de culcer.
A fost căsătorit cu Caterina Parravicini, care avea origine rusă. Cuplul a avut un singur copil, o fată, Marița, care s-a căsătorit cu consulul Franței la București.
Adversar al măsurilor violente, a refuzat să se implice în evenimentele revoluționare de la 1848, preferând să facă o călătorie de documentare în Austria, Franța, Marea Britanie și în alte țări din Occident interesându-se de viața civilă și de stat. În timpul domniei lui Barbu Știrbei ocupă funcții importante și se manifestă ca un aprig apărător al boierimii. Calitățile sale oratorice, cultura și energia sa au făcut să devină o personalitate marcantă a conservatorilor.
În perioada luptelor unioniste stă în umbră, astfel că în 1857 nu ia parte la lucrările Adunărilor ad-hoc. Revine în scena politică în timpul căimăcămiei reacționare, devenind ministru de finanțe iar în 1859 îl susține pe Gheorghe Bibescu în alegerea sa ca Domn al Țării Românești. La 22 ianuarie 1862, după recunoașterea deplină a Unirii Principatelor Române de către Marile Puteri, domnitorul Alexandru Ioan Cuza îl desemnează pe Catargiu cu formarea primului guvern unitar al țării.
În calitate de prim-ministru el înaintează spre dezbaterea Adunării legislative un proiect de lege agrară, un proiect conservator, care nu prevedea împroprietărirea pe loturile pe care țăranii le lucrau  ci prevedea constituirea unui pământ comunal care cuprindea câte 3 pogoane de fiecare familie țărănească. Împotriva lui s-a ridicat întreaga opoziție liberală și progresistă. Proiectul era susținut de majoritatea Adunării, care era alcătuită din mari proprietari. Kogălniceanu, și-a folosit arta oratorică încercând să trezească interes și compasiune față de țărănime și a cerut împroprietărirea acestora cu loturile avute în folosință susținând  că rezolvarea problemei rurale reprezenta însăși baza de dezvoltare ulterioara a statului modern. Catargiu a numit acest discurs "o himeră ciudată, paradoxală, o himeră cu cap de porumbiță, cu corpul de aspidă și coadă de șopârlă măglisitoare" împotrivindu-se unei astfel de împroprietăriri deoarece "o nație nu trăiește prin milostenie".
Opoziția, dându-și seama că proiectul va trece deoarece conservatorii aveau majoritatea, a început să organizeze adunări publice și campanii în presă, atmosfera politică devenind încordată. Opoziția a hotărât să organizeze o mare demonstrație populară pe "Câmpia Libertății" de pe Dealul Filaretului, la 11 iunie 1862, când se aniversau 14 ani de la Revoluția de la 1848. Deputații conservatori au cerut guvernului să interzică manifestația iar Catargiu a declarat la 8 iunie: "voi prefera a fi zdrobit decât a îngădui slăbirea liniștei; voi prefera moartea mai înainte de a călca sau de a lăsa să se calce vreuna din instituțiile țării". În aceeași seară, plecând de la palat și negăsindu-și trăsura la scară, este invitat de prefectul poliției, colonelul Nicolae Bibescu, în trăsura acestuia. În momentul în care trăsura deschisă a ajuns sub clopotnița de la Mitropolie, s-au auzit două focuri de armă: unul l-a lovit pe Barbu Catargiu în cap, la baza creierului, omorându-l pe loc, celălalt a șuierat pe lângă urechea prefectului. Domnitorul Cuza a fost informat, chiar de Nicolae Bibescu, că asasinul a reușit să se facă nevăzut.
Adunarea legislativă a votat la 11 iunie 1862 legea rurală însă Cuza nu a promulgat legea.

### Decesul politicianului
Barbu Catargiu a fost asasinat pe data de 8 iunie a aceluiași an. Deși s-a vehiculat teoria conform căreia primul ministru ar fi fost asasinat de către un anume Gheorghe Bogati, un maghiar transilvănean, expertiza medico-legală coordonată de către doctorul Iacob Felix a evidențiat faptul că traiectoria glonțului și distanța de la care a fost tras îl incrimină drept vinovat pe nimeni altul decât pe însuși Nicolae Bibescu, prefectul poliției.

## Cabinetul guvernului 1862
- Constantin Brăiloiou / Dimitrie Cornea (Justiție)
- Alexandru Moruzi / Grigore Balș / Alexandru Catargi / Theodor Ghica (Finanțe)
- Ion Ghica (Armată)
- Apostol Arsache (Afaceri Externe)
- Barbu Catargiu / Dimitrie Cornea / Alexandru Florescu (Lucrări Publice)
- Barbu Catargiu / Apostol Arsache (Interne)
- Grigore Balș / Barbu Bellu (Religie și Instrucțiunea Publică)
- Apostol Arsache / Alexandru Florescu (Controlul guvernului)

## Lucrări
- État Social des Principautés danubiennes, Bruxelles, 1855
- Proprietatea în Principatele Moldo-Române, 1857
- Încă câteva idei asupra proprietății în Principatele Unite, 1860
- Des différentes classes de la population en Valachie, București, 1886
- Discursurile lui Barbu Catargiu (1859-1862), 1886